# Mount Durnford
Mount Durnford är ett berg i Antarktis. Det ligger i Östantarktis. Australien gör anspråk på området. Toppen på Mount Durnford är 2 840 meter över havet, eller 679 meter över den omgivande terrängen. Bredden vid basen är 6,7 km.
Terrängen runt Mount Durnford är kuperad åt sydost, men åt nordväst är den bergig. Trakten är obefolkad. Det finns inga samhällen i närheten. 